# サンセイランディック
株式会社サンセイランディックは、東京都千代田区に本社を置く不動産会社。東京証券取引所スタンダード市場上場企業（コード:3277）。

## 概要
1976年2月、コマツの不動産子会社に勤務していた小澤克己が独立し、地場の不動産業として創業した。
1990年3月の日銀による総量規制により、次第に流動性のある不動産が枯渇していった。こうした経済情勢の中、1991年に新規事業として底地の流動化事業を開始した。底地ビジネスは手間暇がかかるために大手不動産業者が取り扱わないニッチ市場であったが、ここに次第に注力するようになり業績を伸ばした。その後、権利関係の複雑な築古収益物件を取扱う居抜き事業を開始したことで、さらに業績を拡大させていった。
2011年12月13日に大証ジャスダックに上場を果たした。不動産権利調整に特化した上場企業である。

## 支店
- 札幌支店 - 北海道札幌市中央区北3条西2丁目2-1NX札幌ビル7階
- 仙台支店 - 宮城県仙台市若林区新寺1丁目2-26小田急仙台東口ビル8階
- 武蔵野支店 - 東京都武蔵野市中町1丁目11-4 武蔵野ニッセイプラザ5階
- 名古屋支店 - 愛知県名古屋市中区丸の内3丁目20-17 KDX桜通ビル10階
- 京都支店 - 京都府京都市中京区烏丸通錦小路上ル手洗水町659番地烏丸中央ビル5階
- 関西支店 - 大阪府大阪市中央区北浜3丁目5-29日本生命淀屋橋ビル12階
- 福岡支店 - 福岡県福岡市中央区天神1丁目13-21天神商栄ビル5階

## 沿革
- 1976年2月 - 株式会社サンセイサービスを東京都中央区に設立。
- 1987年3月 - 商号を株式会社サンセイに変更。
- 1991年6月 - 底地の取扱いを開始。
- 1993年8月 - 不動産販売・仲介事業を目的として、株式会社サンセイ住宅販売（後のサンセイコミュニティ）を設立。
- 1997年2月 - 商号を株式会社サンセイランディックに変更。
- 2005年3月 - 一戸建分譲を目的として、「One's Life ホーム」を設立し、建築事業を開始。
- 2008年1月 - 底地の管理業務「オーナーズパートナー」を開始。
- 2011年12月 - 大阪証券取引所JASDAQ市場に株式を上場。
- 2013年7月 - 株式会社サンセイコミュニティを吸収合併[4]。
- 2014年1月 - 東京証券取引所第二部に市場変更。
- 2014年12月 - 東京証券取引所第一部に指定替え。
- 2016年 5月 ‐ 本店を東京都千代田区丸の内へ移転。
- 2019年10月 ‐ 株式会社サンセイランディックファンディングを設立。
- 2021年11月 ‐ 八幡平観光活性化合同会社を設立。
- 2022年3月 ‐ 連結子会社「One's Life ホーム」を外部に売却。
- 2022年4月 ‐ 東京証券取引所スタンダード市場へ市場変更。
- 2023年5月 ‐ 本店を東京都千代田区丸の内「丸の内パークビルディング」へ移転。

## 連結子会社
- 株式会社サンセイランディックファンディング
- 八幡平観光活性化合同会社

## 社名の由来
- 「三つの星（仕入先、販売先、当社）が輝き続けること」を願って「サンセイ」と称し、不動産事業を行うこと から、この言葉に「Land（ランド）」の造語である「ランディック」を付け加えたもの[5]。

## コーポレートキャラクター
- 名前：底地くん
- 本名：三星　底地（さんせい　そこち）
- キャラクター設定：底地を周知するために展開するキャラクター。基本自虐的な性格で、法律的に守られている借地権者さんたちに押されがち。日本全国に生息している。徐々に数は減ってきているらしいが、全体からすると微々たるものだと主張している。主な業務は地代の集金で、がま口財布を愛用中。お尻には誤って分筆した跡がある。隣地との境界確定には気を遣っているらしい。
- 受賞歴：ゆるキャラグランプリ（2020年 33位 / 2019年 25位 / 2018年 90位）
- 外部リンク：https://www.sansei-l.co.jp/company/sokochikun/